# بیبیانو بگلو
بیبیانو بگلو (آلمانی: Bibiana Beglau؛ زادهٔ ۱۶ ژوئیهٔ ۱۹۷۱) بازیگر تئاتر، بازیگر تلویزیون و بازیگر سینما اهل آلمان است.
وی در سال ۲۰۰۰ برنده جایزه خرس نقره‌ای برای بهترین بازیگر زن شده‌است.